# Шпалозавод
Шпалозаво́д — посёлок в Парабельском районе Томской области России. Входит в Нарымское сельское поселение.

## География
Посёлок расположен на правом берегу Оби, рядом с селом Нарым, ниже него по течению, от Нарыма посёлок отделён протокой Оби.
Улицы: Береговая, Заводская, Заозёрная, Луговая, Нарымская, Новая, Озёрная, Отдельная, Пионерская, Пристанская, Садовая, Северная, Центральная, Школьная, Юбилейная, Южная. Переулки: Больничный, Камчатский, Обской.

## Население
| 1939 | 1952  | 1959  | 1970  | 1977  | 1979  | 1989  |
| ---- | ----- | ----- | ----- | ----- | ----- | ----- |
| 803  | ↗1242 | ↗1351 | ↘1344 | ↘1185 | ↗1214 | ↘1204 |
| 2002 | 2010  | 2012  | 2013  | 2014  | 2015  | 2021  |
| ↘942 | ↘808  | ↘778  | ↘767  | ↘759  | ↘743  | ↘436  |

## Известные уроженцы, жители
Зауэрс Дмитрий Владимирович — заместитель председателя правления Газпромбанка, куратор проекта цифровой трансформации и развития розничного направления.

## Инфраструктура
Население было занято в основном на производстве шпал для железной дороги (хотя от посёлка до ближайшей железной дороги — сотни километров). В результате производственной деятельности посёлок был одним из самых пожароопасных мест в Томской области. Образующее предприятие ОАО «Нарымский ЛПК» (ранее Парабельский леспромхоз, ОАО «Нарым-Лес»), занимавшееся лесозаготовкой, производством пиломатериалов, ликвидировано в 2008 году. Большинство населения — безработные.
МБУ Шпалозаводская средняя школа.

## Транспорт
Автозимник Парабель — Нарым.